# Unobtainium
En l'àmbit de la literatura, l'unobtainium és un terme usat sovint per descriure qualsevol material que tingui propietats extraordinàries que són úniques o impossibles d'obtenir en el món real i és per tant «inobtenible» (en anglès, unobtainable).
Semblants materials són comunament citats en el context de les novel·les de ciència-ficció.
Per exemple l’scrith, el material que es faria servir per a la construcció d'una hipotètica anella, Ringworld, al voltant d'una estrella, el qual requeriria suportar forces de tensió i compressió que van més enllà de les tensions que les lleis físiques permeten a qualsevol material real.
Un altre exemple és el metall del qual està fet el buc de la nau espacial Enterprise (Star Trek), ja que en diversos capítols de la sèrie la nau fa maniobres en les quals el buc ha de suportar temperatures que poden arribar a milions de graus, cosa que és insuportable per a materials reals com el titani o l'acer.